# 官渡土主庙
24°57′31″N 102°45′17.7″E / 24.95861°N 102.754917°E
土主庙位于云南省昆明市东南郊官渡古镇内，北临法定寺。始建于南诏时期，现存建筑为清代光绪十七年（1891年）重建。总占地面积为5000余平方米。全庙成“八卦”形，坐西向东。大殿立于青石砌成的平台之上，单檐歇山顶，前廊后厦，穿斗式七槽梁架结构。大殿正面屋檐下有清式九踩四翘如意斗拱。
土主是中国西南少数民族的村社保护神，在民间有广泛的信众和影响力。历史上佛教、道教在西南地区的传播，就竭力与土主崇拜结合以扩大影响。官渡土主庙内供奉的土主摩诃迦罗即为佛教的护法神。
2003年土主庙与法定寺一起成为云南省文物保护单位。2008年，土主庙与官渡古镇内的法定寺、妙湛寺及观音寺一起交由少林寺托管，成为“官渡少林寺”的一部分。